# One Night Only (gruppo musicale)
I One Night Only sono una band Indie rock britannica, formatasi nel 2003 a Helmsley, North Yorkshire.

## Storia
I One Night Only si sono formati nell'estate del 2003 quando gli amici Mark Hayton,
Daniel "Pob" Parkin, Sam "Gunner" Ford e Kai "Kai" Smith decidono di mettere su una band insieme. Inizialmente senza cantante, dopo qualche mese i quattro optano per l'allora tredicenne George Craig, che entra nel gruppo a patto di poterne essere il frontman e il chitarrista solista. Poco tempo più tardi, Smith lascia la band.
Suonano il loro primo concerto il 12 dicembre 2003, alla Kirkbymoorside Memorial Hall.
Nel 2005 il tastierista Jack "Fish" Sails si unisce alla band.
Nel 2008 pubblicano il loro primo album, Started a Fire, che otterrà il disco d'oro negli Stati Uniti vendendo oltre 500 000 copie.
Nei primi mesi del 2010 entra nella band James Craig, che rimpiazza Sam Ford alla batteria. L'estate dello stesso anno esce il secondo album della band, l'omonimo One Night Only.
Hanno iniziato il loro nuovo tour il 16 aprile 2012 a Liverpool.

## Formazione

### Formazione attuale
- George Craig – voce, chitarra solista (2003 – presente)
- Mark Hayton – chitarra ritmica, cori (2003 – presente)
- Daniel Parkin – basso (2003 – presente)
- Jack Sails – tastiera, cori (2005 – presente)
- James Craig – batteria (2010 – presente)

### Ex componenti
- Kai Smith – chitarra solista (2003)
- Sam Ford – batteria (2003 – 2010)

## Discografia

### Album studio
- 2008 - Started a Fire
- 2010 - One Night Only

### Singoli
- 2007 - You and Me
- 2008 - Just for Tonight
- 2008 - It's About Time
- 2008 - You and Me
- 2010 - Say You Don't Want It
- 2011 - Can You Feel It Tonight
- 2011 - Can You Feel It Tonight / Vem Curtir Essa Noite (feat. NX Zero)

## Curiosità
- L'attrice britannica Emma Watson (ex fidanzata del cantante George Craig) è comparsa nel video musicale del singolo della band Say You Don't Want It[2].